# Ameletus inopinatus
Ameletus inopinatus is een haft uit de familie Ameletidae. De wetenschappelijke naam van de soort is voor het eerst geldig gepubliceerd in 1887 door Eaton.
De soort komt voor in het Nearctisch gebied en het Palearctisch gebied.